# 차드어파
차드어파(영어: Chadic languages)는 아프리카아시아어족의 한 어파이다. 사헬의 일부 지역에 분포한다. 나이지리아 북부, 니제르 남부, 차드 남부, 중앙아프리카공화국, 카메룬 북부에서 쓰이는 150개의 언어가 속한다. 가장 널리 쓰이는 차드어파 언어는 서아프리카 내륙 동부의 공통어인 하우사어이다.

## 구성

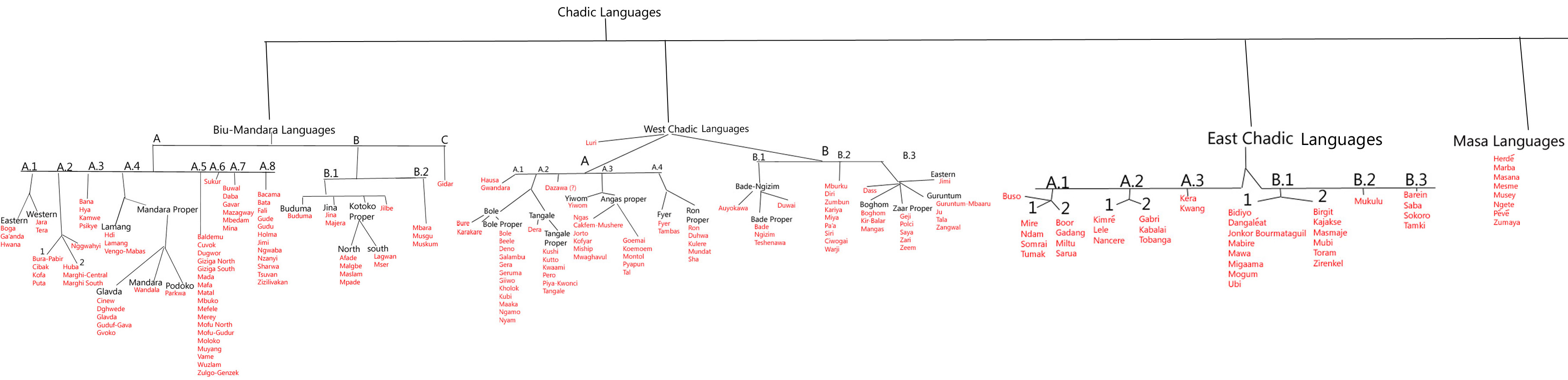
차드어파의 계통도

Newman (1977)은 차드어파를 4개 어군으로 분류했으며 이후 연구자들도 모두 이를 인정하였다. 그러나 그보다 하위 수준의 분류는 그만큼 잘 확립되지 않았다. 예를 들어 Blench (2006)는 동차드어군의 A/B 분기군 외에는 아무것도 인정하지 않는다. Blench (2008)는 이 4개 어군에 더하여 쿠자르게어를 차드어파에 포함시키며, 쿠자르게어가 차드조어의 분화 이전에 떨어져 나왔고 이후에 동차드어군의 영향을 받았을지도 모른다고 제안했다.
- 서차드어군. 2개 분기군으로 나뉨.

(A) 하우사어, 론어군, 볼레탕갈레어군, 앙가스어군
(B) 바데어군, 와르지어군, 자르어군
- 비우·만다라어군 (중앙차드어군). 3개 분기군으로 나뉨.

(A) 부라어, 캄웨어, 바타어 외
(B) 부두마어, 무스구어
(C) 기다르어
- 동차드어군. 2개 분기군으로 나뉨.

(A) 투마크어, 난체레어, 케라어
(B) 당갈레아트어, 모킬코어, 소코로어
- 마사어군
- ? 쿠자르게어

## 기원

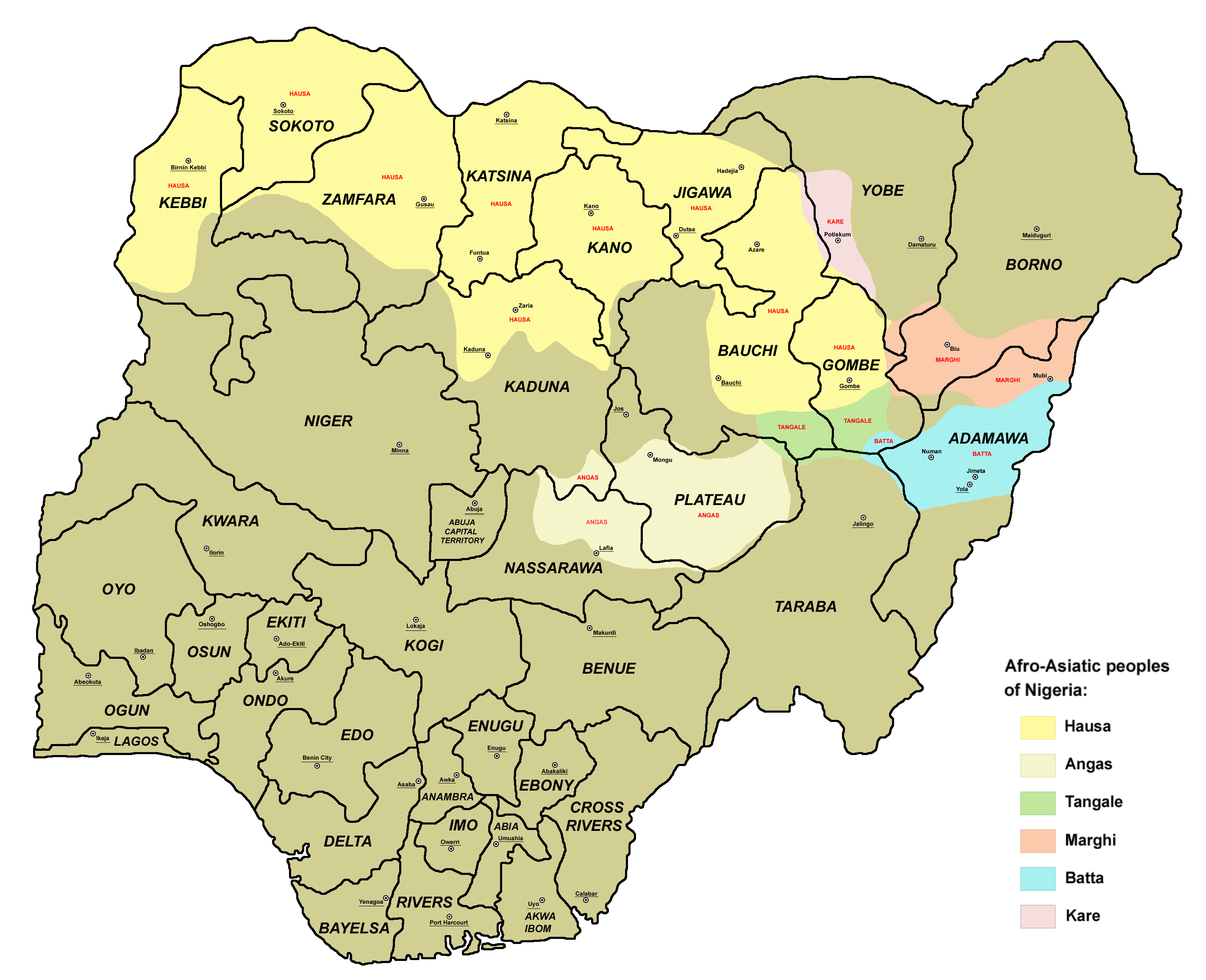
나이지리아의 주요 차드어파 민족

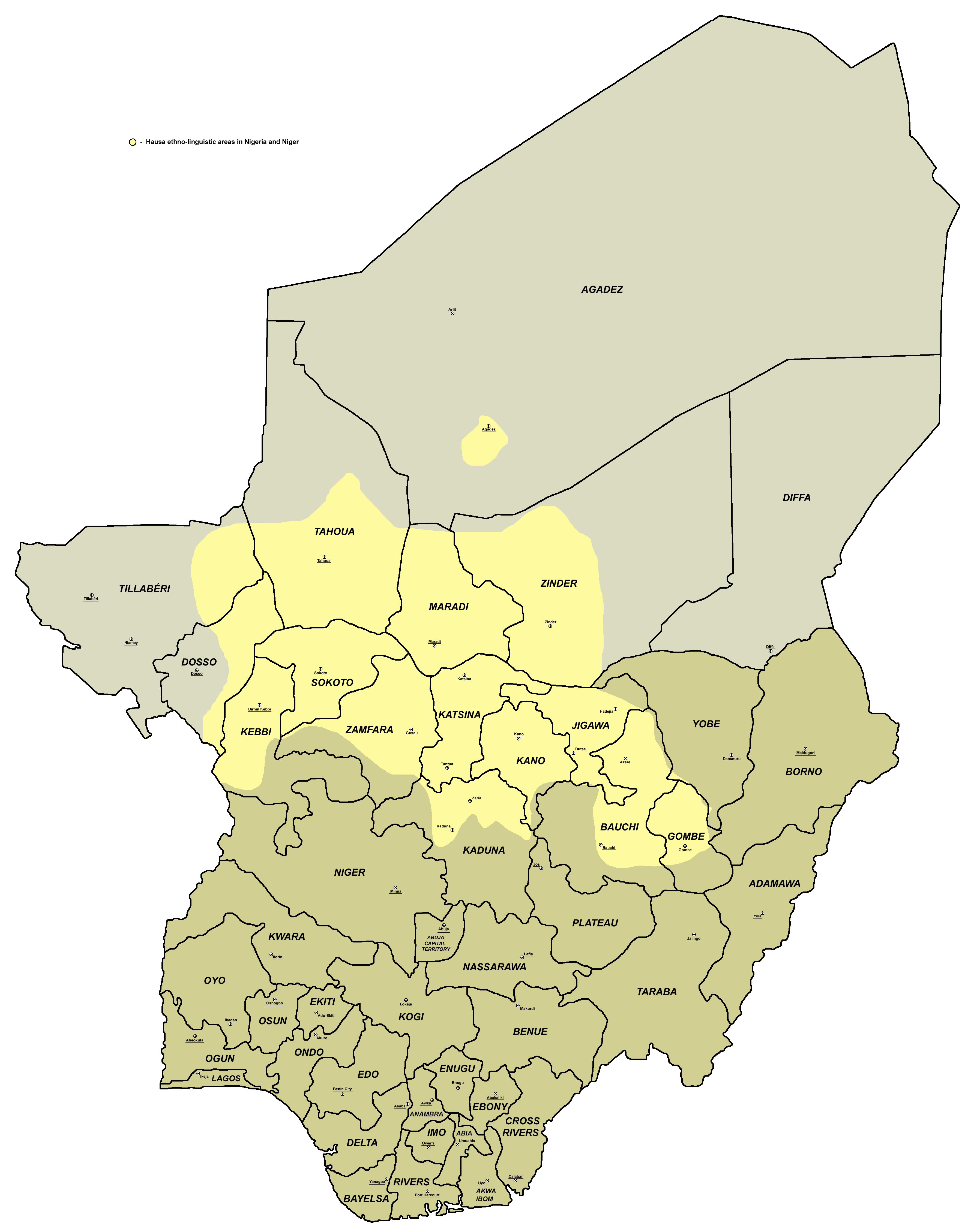
나이지리아와 니제르의 하우사어 사용 지역

현대의 여러 유전학 연구에 따르면 카메룬 북부의 차드어파 사용 집단은 Y 염색체 하플로그룹 R1b의 빈도가 높은 것으로 관찰되었다(구체적으로, R1b의 R-V88 변종). 이 부계 표지는 유라시아 서부의 일부 지역에서 흔하지만 아프리카의 다른 지역에서는 드물게 나타난다. 이에 따라 Cruciani et al. (2010)는 홀로세 중기(약 7000년 전)의 차드조어 화자들이 레반트 지역에서 사하라 중부로 이주했으며 그로부터 다시 차드호 분지에 정착했다고 제안하였다.

## 차용어
차드어파 언어들은 나일사하라어족의 송가이어파와 마바어파로부터 많은 차용어를 받아들였다. 이는 차드어파 화자들이 서쪽으로 이주하는 과정에서 차드어파와 나일사하라어족 집단 간에 이른 시기의 접촉이 있었음을 시사한다.
아다마와어군은 차드어파와 인접해 있지만 두 집단 간의 상호작용은 크지 않다.

## 참고 문헌
- Lukas, Johannes (1936) 'The linguistic situation in the Lake Chad area in Central Africa.' Africa, 9, 332–349.
- Lukas, Johannes. Zentralsudanische Studien, Hamburg 1937;
- Newman, Paul and Ma, Roxana (1966) 'Comparative Chadic: phonology and lexicon.' Journal of African Languages, 5, 218–251.
- Newman, Paul (1977) 'Chadic classification and reconstructions.' Afroasiatic Linguistics 5, 1, 1–42.
- Newman, Paul (1978) 'Chado-Hamitic 'adieu': new thoughts on Chadic language classification', in Fronzaroli, Pelio (ed.), Atti del Secondo Congresso Internazionale di Linguistica Camito-Semitica. Florence: Instituto de Linguistica e di Lingue Orientali, Università di Firenze, 389–397.
- Newman, Paul (1980) The Classification of Chadic within Afroasiatic. Leiden: Universitaire Pers Leiden.
- Herrmann Jungraithmayr, Kiyoshi Shimizu: Chadic lexical roots. Reimer, Berlin 1981.
- Herrmann Jungraithmayr, Dymitr Ibriszimow: Chadic lexical roots. 2 volumes. Reimer, Berlin 1994
- Schuh, Russell (2003) 'Chadic overview', in M. Lionel Bender, Gabor Takacs, and David L. Appleyard (eds.), Selected Comparative-Historical Afrasian Linguistic Studies in Memory of Igor M. Diakonoff, LINCOM EUROPA|LINCOM Europa, 55–60.